# Carlo Morelli
Carlo Morelli (Gènova, Itàlia, 25 de desembre de 1895 - Ciutat de Mèxic, 1970) fou un baríton italià, nacionalitzat xilè.
Va néixer en una família acomodada. El pare, Ottorino Zanelli Ferro, era italià i la mare, Margarita Morales Espinoza, xilena. El seu veritable nom era Carlo Zanelli. El seu germà gran, Renato Zanelli, també va destacar com a cantant d'òpera.
Sent encara un nen, es trasllada a Valparaíso, Xile, i adopta la ciutadania d'aquell país. Inicialment, es va establir a Califòrnia com a enginyer, però més tard es va traslladar a Europa per estudiar cant a Bolonya i després amb Leopoldo Mugnone a Florència. Va iniciar la seva trajectòria a Itàlia el 1921 i, dos anys després, va debutar al Teatro Costanzi de Roma en el paper de Cinna a La Vestale de Spontini (1923).
El 1924 va interpretar Jochanaan a Salome de Richard Strauss i va participar en l'estrena de La Ghibellina de Renzo Bianchi. El 1925 va debutar al Teatro alla Scala com a pare de Germont a La Traviata de Verdi, on va mantenir una presència constant fins al 1934, abordant una àmplia varietat de papers. El 1927 va intervenir en l'estrena de Madonna di Challant de Guarino, i el 1929 va cantar durant tota la temporada a l'Òpera de Roma. Entre 1931 i 1933 va actuar amb gran èxit a l'Òpera de Montecarlo, on va interpretar 15 rols diferents.
El 1935 va participar en l'estrena nord-americana de La fiamma de Respighi a l'Òpera de Chicago. El 1928 i el 1930 va actuar com a artista convidat a la Royal Opera de Copenhaguen, mentre que el 1929 va prendre part en la gira alemanya de la companyia operística de Max Sauter. Entre 1935 i 1940 va formar part de la Metropolitan Opera de Nova York, especialitzant-se en el repertori italià per a baríton dramàtic, amb un total de 13 funcions i 72 actuacions.
El 1936 va cantar a l'Òpera de San Francisco i el 1946 va girar pels Estats Units amb la Companyia d'Òpera de San Carlo. També va actuar al Teatre Colón de Buenos Aires i en altres escenaris prestigiosos de l'Amèrica del Sud, així com a l'Òpera de la Ciutat de Mèxic, on posteriorment es va dedicar a l'ensenyament del cant. Va cantar diverses temporades al Gran Teatre del Liceu de Barcelona.
En honor seu, se celebra cada any a Mèxic el Concurso Nacional de Canto Carlo Morelli.